# Zamarada ruandana
Zamarada ruandana är en fjärilsart som beskrevs av Claude Herbulot 1983. Zamarada ruandana ingår i släktet Zamarada och familjen mätare. Inga underarter finns listade i Catalogue of Life.